# چار هوگالپاتای
چار هوگالپاتای (به لاتین: Char Hogalpatai) یک روستا در بنگلادش است که در استان باریسال و در ناحیه باریسال واقع شده است.